# خالد محمد خالد
خالد محمد خالد (27 رمضان 1339 هـ / 9 شوال 1416 هـ - 15 يونيو 1920/ 29 فبراير 1996م) مفكر إسلامي مصري معاصر. 
ألّف كتاب رجال حول الرسول الذي كان سببأً في شهرته، كما ألف عدة كتب أخرى تتحدث عن السيرة النبوية وأعلام الصحابة، وهو والد الداعية المصري محمد خالد ثابت.

## حياته
ولد في 15 يونيو سنة 1920 بقرية العدوة في محافظة الشرقية، أمضى سنوات طفولته بكتاب القرية، ثم سافر إلى القاهرة للدراسة بالأزهر الشريف، وتدرج في التعليم حتى تخرج عام 1364هـ-1945م. ولما عقد والده – محمد خالد – عزمه على أن يلحقه بالأزهر الشريف، حمله إلى القاهرة، وعهد به إلى إبنه الأكبر «حسين» ليتولي تحفيظه القرآن كاملاً، وكان ذلك هو شرط الالتحاق بالأزهر في ذلك الوقت.
أتم حفظ القرآن الكريم في خمسة أشهر كما بين ذلك مفصلاً في مذكراته «قصتي مع الحياة» ثم التحق بالأزهر في سن مبكرة، وظل يدرس فيه على مشايخه الأعلام طيلة ستة عشر عاماً حتى تخرج ونال الشهادة العالية من كلية الشريعة والقانون بجامعة الأزهر سنة 1364هـ – 1945م، وكان آنذاك زوجاً وأباً لأثنين من أبنائه.
عمل بالتدريس بعد التخرج من الأزهر عدة سنوات حتى تركه نهائياً سنة 1954م، ثم عُين بوزارة الثقافة، بوظيفة مستشار للنشر، وكان عضواً بالمجلس الأعلى للفنون والآداب، والذي تم تغير اسمه إلى المجلس الأعلى للثقافة حالياً، إلى أن ترك الوظائف نهائياً بخروجه على المعاش باختياره عام 1976م.
قدمت له عروض كثيرة لنيل وظائف قيادية في الدولة، سواء في رئاسة جمال عبد الناصر أو أنور السادات، فكان يعتذر عنها، ورفض عروضاَ أخرى لأسفار خارج مصر، وآثر أن يبقى في حياته المتواضعة التي يغلب عليها الزهد والقنوع.
قيل أن جمال عبد الناصر ورفاقه في مجلس قيادة الثورة كانوا قد قرأوا كتبه قبل الثورة، وتحمسوا لها لدرجة أن عبد الناصر كان يشتري منها – من جيبه الخاص – نسخا كثيرة يوزعها على زملائه الضباط، ومع ذلك لما قامت الثورة لم يرد أن يستفيد منها، وكانت فرصته في ذلك عظيمة، ولكنه بدلاً من ذلك وقف ناقداً للثورة موجهاً لها، مطالباً حكومتها بتطبيق الديمقراطية، فكان صدور كتابه «الديمقراطية أبدا» بعد ستة أشهر فقط من قيام الثورة في 23 يوليو سنة 1952م.[بحاجة لمصدر]
ظلت هذه مواقفه من الثورة ورجالها حتى توجت بموقفه المشهور في «اللجنة التحضيرية» سنة 1961م، وفيها أنتقد مواقف الثورة من قضايا الحرية والديمقراطية، وعارض ما أراد عبد الناصر القيام به من إجراءات تعسفية ضد من أسموهم – حينئذ – ببقايا الإقطاع، وأعداء الشعب، ولما أخذ التصويت في المجلس على من يعترض على إجراءات العزل السياسي، كانت يده هي الوحيدة التي ارتفعت في سماء القاعة التي ضمت يومئذ ثلاثمائة وستين عضواً.

## وفاته
مرض مرضا شديدا في آخر حياته، إلى أن توفي في المستشفى ليلة الجمعة 9 شوال 1416 هـ الموافق 29 فبراير 1996م عن عمر يناهز 75 عاما.

## أعماله الأدبية

### مؤلفاته الدينية
- رجال حول الرسول.[5]
- هذا الرسول.
- عشرة أيام في حياة الرسول.
- أبناء الرسول في كربلاء.[6]
- لقاء مع الرسول.
- كما تحدث الرسول.
- لا يزال الرسول يتحدث.
- خلفاء الرسول.[7]
- وجاء أبو بكر.[8]
- بين يدي عمر.[9]
- وداعاً عثمان.
- في رحاب علي.[10]
- معاً على الطرق: محمد والمسيح.[11]
- إنسانيات محمد.[12]
- معجزة الإسلام: عمر بن عبد العزيز.[13]
- كما تحدث القرآن.
- الدولة في الإسلام.
- والموعد لله.
- قصتي مع التصوف.
- الإسلام ينادي البشر.
- إسلاميات.
- رسائل خالد محمد خالد الستة إلى شيخ الأزهر في تجديد الخطاب الديني.

### كتاب من هنا نبدأ
تسبب كتابه الأول «من هنا نبدأ» في ذيوع شهرته في مصر وخارجها أيضاً بشكل سريع، وقد طبع من الكتاب ستة طبعات في غضون عامين فقط، وتمت ترجمته في ذات العام الذي صدر فيه إلى الإنجليزية في أمريكا، وكتبت عنه عدة رسائل، وأبحاث جامعية، ومقالات، في أنحاء متفرقة من أوروبا وأمريكا، لكن فطرة المؤلف النقية، ونيته الصادقة جعلاه – فيما بعد – يقول إنه عندما رأى حفاوة أعداء الإسلام بالكتاب، أدرك أنه أخطأ فيه؛ وظل يفكر فيما دعا إليه فيه من فصل الدين عن الدولة، ويقلبه في ذهنه حتى أعلن على الملأ رجوعه عن هذا الرأي، فلم يخجل من أن يعلن أنه أخطأ، وراح يصحح ذلك الخطأ بكل قوته فلم يترك وسيلة من وسائل إذاعة هذا التصحيح إلا أتاها: من مقالات، أو تحقيقات صحفية أو إذاعية أو تلفزيونية، ثم لم يكتف بهذا كله؛ فكتب كتاباً كاملاً أعلن فيه تصحيحه لرأيه الأول، وراح يدلل على أن الإسلام دين ودولة، وجعل شعار الكتاب هو: «الإسلام دين ودولة.. حق وقوة.. ثقافة وحضارة.. عبادة وسياسة..».

### مؤلفاته الأخرى
ألف عدة كتب سياسية، وإنسانية، واجتماعية، وفلسفية؛ ومنها: ثلاثة كتب في موضوع الديمقراطية وحدها، وهي:
- من هنا نبدأ.
- الديمقراطية أبداً.[15]
- دفاع عن الديمقراطية.[16]
- لو شهدت حوارهم لقلت.
- أفكار في القمة.
- إنه الإنسان.
- مواطنون لا رعايا.
- الوصايا العشر لمن أراد أن يحيا.
- هذا أو الطوفان.
- الدين للشعب.
- في البدء كان الكلمة.
- نحن البشر.
- إلى كلمة سواء.
- لله .. والحرية.
- أزمة الحرية في عالمنا.
- كي لا تحرثوا البحر.
- أحاديث قلم.
- الوصايات.
- مع الضمير الإنساني في مسيره ومصيره.
- الكويت فداحة الجريمة وضلال التبرير.
- أزمة الخليج فداحة الجريمة وضلال التبرير.

- كما كتب – أيضاً – مذكراته في كتاب «قصتي مع الحياة»، وقد نشرت لأول مرة في جريدة المسلمون السعودية، و«المصور» المصرية في آن واحد، وبعد أن طُبعت في جزء واحد في مؤسسة أخبار اليوم، ثم طبعت طبعة جديدة بدار بدارالمقطم بالقاهرة.

وكان آخر كتبه «الإسلام ينادي البشر»، وقد أراد له أن يخرج في ثلاثة أجزاء: الأول: «إلى هذا الرسول»، الثاني: «إلى هذا الكتاب (القرآن)»، الثالث: «إلى هذا الدين»، ولكنه لم يتمكن إلا من كتابة الجزء الأول، ثم وافته المنية.